# Vižintin
Vižintin je priimek več znanih Slovencev:
- Alen Vižintin, kemik
- August Vižintin (1924—2004), knjižničar in kulturnopolitični delavec
- Blaž Vižintin (1952—2010), igralec, lutkovni animator
- Bogomil-Milo Vižintin (1905—1978), tigrovec, partizan in politik
- Brane Vižintin (*1969), lutkar, režiser, gledališčnik
- Evgen Vižintin (*1966), kolesar, gorski tekač
- Goran Vižintin (*1969), geolog, geofizik
- Jože Vižintin (*1943), strojnik, tribolog, univ. profesor, član in predsednik IAS
- Jožef Vižintin (1913- ?), izseljenski delavec
- Livijo Vižintin, radijski urednik
- Luka Vižintin, odvetnik, predavatelj GEA College (drug = zakonski in družinski terapevt)
- Marijanca Ajša Vižintin (*1976), bibliotekarka, slovenistka, raziskovalka ZRC, publicistka
- Marta Vižintin, zamejska telesnokulturna delavka in pedagoginja
- Milan Vižintin (1925—19??), gospodarstvenik, politik, montanist
- Nežica Vižintin Kocijančič (1918- ?), družbenopolitična delavka
- Robert(o) Vižintin, podjetnik?
- Stane Vižintin (*1959), elektrotehnik, elektroenergetik
- Tjaša Vižintin Cuderman, zdravnica kardiologinja
- Vlasta Vižintin, glasbena pedagoginja

## Tuji nosilci
- Boris Vižintin, hrvaški umetnostni zgodovinar/kritik?
- Fabrizio Vižintin, župan občine Buje na Hrvaškem (Istra)